# Tim Cavagin
Tim Cavagin (* 20. Jahrhundert) ist ein britischer Tontechniker.

## Karriere
Tim Cavagins Karriere im Filmgeschäft begann im Jahr 1990 im Bereich der Synchronisation. Seit 1996 arbeitet er für das in London ansässige Unternehmen Twickenham Studios. In den 1990er-Jahren wirkte er unter anderem bei den Werken Die Stunde des Verführers, Mary Reilly, Lawn Dogs – Heimliche Freunde, Verborgenes Feuer, Sieben Jahre in Tibet und Donnie Brasco mit. Für seine Mitwirkung bei dem Psychothriller The Others, von Alejandro Amenábar und mit Nicole Kidman in der Hauptrolle, erhielt Cavagin 2002 einen Goya in der Kategorie „Bester Ton“. Des Weiteren wurde er bei den Satellite Awards in der Kategorie „Bester Tonschnitt“ nominiert, die Auszeichnung ging aber an das Team von Der Herr der Ringe: Die Gefährten.
Für die Filme Final Portrait von Stanley Tucci und Baby Driver von Edgar Wright, die beide 2017 veröffentlicht wurden, war er für das Re-Recording verantwortlich. Beim letztgenannten Film war er dafür mit seinen Kollegen Mary H. Ellis und Julian Slater verantwortlich, die aufgrund ihrer Arbeit zahlreiche Nominierungen bei Preisverleihungen erhielten. Bei den British Academy Film Awards 2018 erhielten er und seine Kollegen eine Nominierung in der Kategorie „Bester Ton“, doch die Auszeichnung wurde an die Konkurrenz für ihre Arbeit bei dem Film Dunkirk überreicht. Des Weiteren erhielten sie in gleicher Kategorie eine Oscarnominierung bei der Oscarverleihung 2018.
Tim Cavagin arbeitete für einige Filmregisseure mehrfach, darunter zählen Asif Kapadia (Senna, Amy), Mikael Håfström (Zimmer 1408, Shanghai), John Duigan (Verführung der Sirenen, Die Stunde des Verführers, Lawn Dogs – Heimliche Freunde) und John Madden (Killshot, Eine offene Rechnung, Best Exotic Marigold Hotel und dessen Fortsetzung).
2018 wurde er in die Academy of Motion Picture Arts and Sciences berufen, die jährlich die Oscars vergibt.

## Filmografie (Auswahl)
- 1993: Vier Dinos in New York (We’re Back! A Dinosaur's Story)
- 1994: Verführung der Sirenen (Sirens)
- 1995: Funny Bones – Tödliche Scherze (Funny Bones)
- 1996: Hexenjagd (The Crucible)
- 1996: Die Stunde des Verführers (The Leading Man)
- 1996: Mary Reilly
- 1997: Lawn Dogs – Heimliche Freunde (Lawn Dogs)
- 1997: Verborgenes Feuer (Firelight)
- 1997: Sieben Jahre in Tibet (Seven Years in Tibet)
- 1997: Donnie Brasco
- 1998: Basils Liebe (Basil)
- 1999: Onegin – Eine Liebe in St. Petersburg (Onegin)
- 1999: Turbulenzen – und andere Katastrophen (Pushing Tin)
- 2000: Kevin und Perry tun es (Kevin & Perry Go Large)
- 2001: Invincible – Unbesiegbar (Invincible)
- 2001: The Others
- 2001: Über kurz oder lang (Blow dry)
- 2002: Grabgeflüster – Liebe versetzt Särge (Plots with a View (Undertaking Betty))
- 2003: Mona Lisas Lächeln (Mona Lisa Smile)
- 2003: Kalender Girls (Calendar Girls)
- 2004: Wimbledon – Spiel, Satz und … Liebe (Wimbledon)
- 2005: Per Anhalter durch die Galaxis (The Hitchhiker’s Guide to the Galaxy)
- 2007: Elizabeth – Das goldene Königreich (The Golden Age)
- 2007: Zimmer 1408 (1408)
- 2008: Tintenherz (Inkheart)
- 2008: Killshot
- 2008: Ich & Orson Welles (supervising sound re-recording mixer)
- 2009: My One and Only
- 2010: Senna (Dokumentarfilm)
- 2010: Eine offene Rechnung (The Debt)
- 2010: Footsoldier 2 (Bonded by Blood)
- 2010: Shanghai
- 2011: Best Exotic Marigold Hotel (The Best Exotic Marigold Hotel)
- 2011: Die Eiserne Lady (The Iron Lady)
- 2013: Mandela – Der lange Weg zur Freiheit (Mandela: Long Walk to Freedom)
- 2013: World War Z (additional sound re-recording mixer: U.K.)
- 2015: Die Poesie des Unendlichen (The Man Who Knew Infinity)
- 2015: The Program – Um jeden Preis (The Programm)
- 2015: Survivor
- 2015: Amy (Amy – The Girl Behind the Name, Dokumentarfilm)
- 2015: Best Exotic Marigold Hotel 2 (The Second Best Exotic Marigold Hotel)
- 2015: Die Frau in Gold (Women in Gold)
- 2017: Baby Driver
- 2017: Final Portrait